# Spychowo
Spychowo, 1946 bis 1960 Pupy, (deutsch Puppen) ist ein Dorf in der polnischen Woiwodschaft Ermland-Masuren. Es gehört zur Gmina Świętajno (Landgemeinde Schwentainen, 1938 bis 1945 Altkirchen (Ostpr.)) im Powiat Szczycieński (Kreis Ortelsburg).

## Geographische Lage

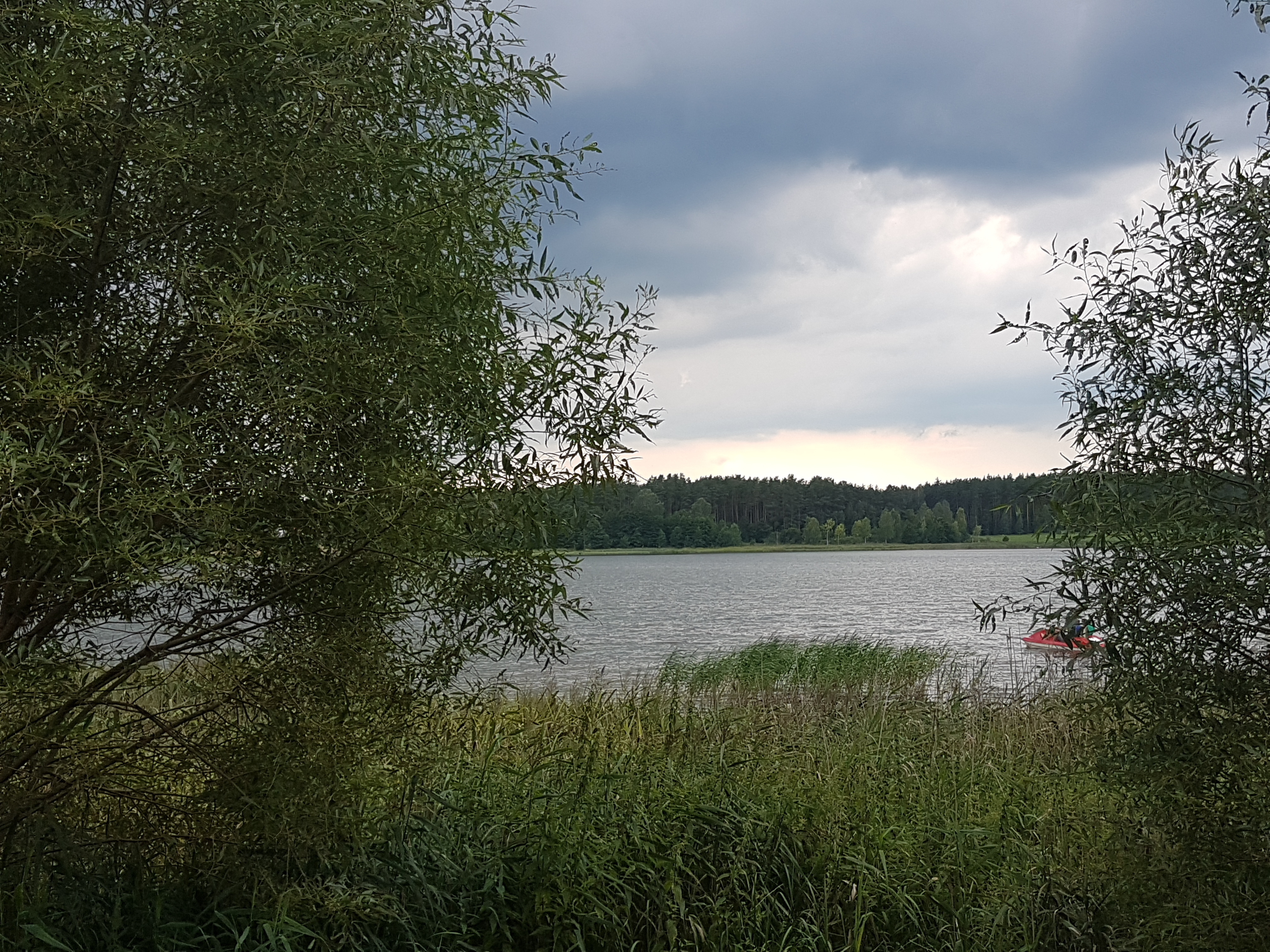
Blick auf den Jezioro Spychowskie/Puppener See

Spychowo liegt am Ostufer des Jezioro Spychowskie (deutsch Puppener See) in der südlichen Mitte der Woiwodschaft Ermland-Masuren, 24 Kilometer östlich der Kreisstadt Szczytno (deutsch Ortelsburg).

## Geschichte

### Ortsgeschichte
Der spätere Marktflecken mit Oberförsterei und bis Ende des 19. Jahrhunderts Groß Puppen (mit Zusatz) genannte Ort erhielt am 24. Mai (bestätigt am 2. Juli) 1787 das Gründungsprivileg. Bis 1835 blieb die Zahl der Eigentümer sowie die Größe der Dorfgemarkung konstant. Am 16. Juli 1874 wurde Groß Puppen Amtsdorf und damit namensgebend für einen Amtsbezirk, der – um 1900 in „Amtsbezirk Puppen“ umbenannt – bis 1945 bestand und zum Kreis Ortelsburg im Regierungsbezirk Königsberg (ab 1905: Regierungsbezirk Allenstein) in der preußischen Provinz Ostpreußen gehörte.
Ab 1892 wurde Groß Puppen stets zusammen mit Bystrz (1938 bis 1945 Brücknersmühl, polnisch Bystrz), Kipnik, Klein Puppen (polnisch Spychówko), Kurwig (1938 bis 1945 Kurwick, polnisch Kierwik) und Puppen-Theerofen genannt. In den 1880er Jahren erfolgte durch den Anschluss an die Bahnlinie Ortelsburg–Schwentainen/Altkirchen (Ostpr.)–Johannisburg ein wirtschaftlicher Aufschwung.
Aufgrund der Bestimmungen des Versailler Vertrags stimmte die Bevölkerung in den Volksabstimmungen in Ost- und Westpreußen am 11. Juli 1920 über die weitere staatliche Zugehörigkeit zu Ostpreußen (und damit zu Deutschland) oder den Anschluss an Polen ab. In Puppen (einschließlich Oberförsterei Puppen) stimmten 863 Einwohner für den Verbleib bei Ostpreußen, auf Polen entfiel eine Stimme.
1939 zählte Puppen 123 landwirtschaftliche Betriebe. Die in der Statistik erfassten 702 Arbeiter fanden zum überwiegenden Teil Beschäftigung vor Ort im ausgedehnten und ertragreichen Forst sowie im örtlichen Sägewerk. Im gleichen Jahre wurden die Forstbezirke Adamsverdruß (polnisch Szklarnia), Bärenwinkel (Niedźwiedzi Kąt) sowie Groß und Klein Puppen der Gemeinde Puppen zugerechnet.
In Kriegsfolge wurde 1945 das gesamte südliche Ostpreußen und mit ihm das Dorf Puppen an Polen überstellt. Puppen wurde zwischen 1946 und 1960 polnisch „Pupy“ genannt. Erst seitdem trägt das Dorf die polnische Namensform „Spychowo“. Als Sitz eines Schulzenamtes (polnisch Sołectwo) ist Spychowo heute eine Ortschaft im Verbund der Gmina Świętajno (Landgemeinde Schwentainen, 1938 bis 1945 Altkirchen (Ostpr.)) im Powiat Szczycieński (Kreis Ortelsburg), bis 1998 der Woiwodschaft Olsztyn, seither der Woiwodschaft Ermland-Masuren zugehörig.

### Ortsname

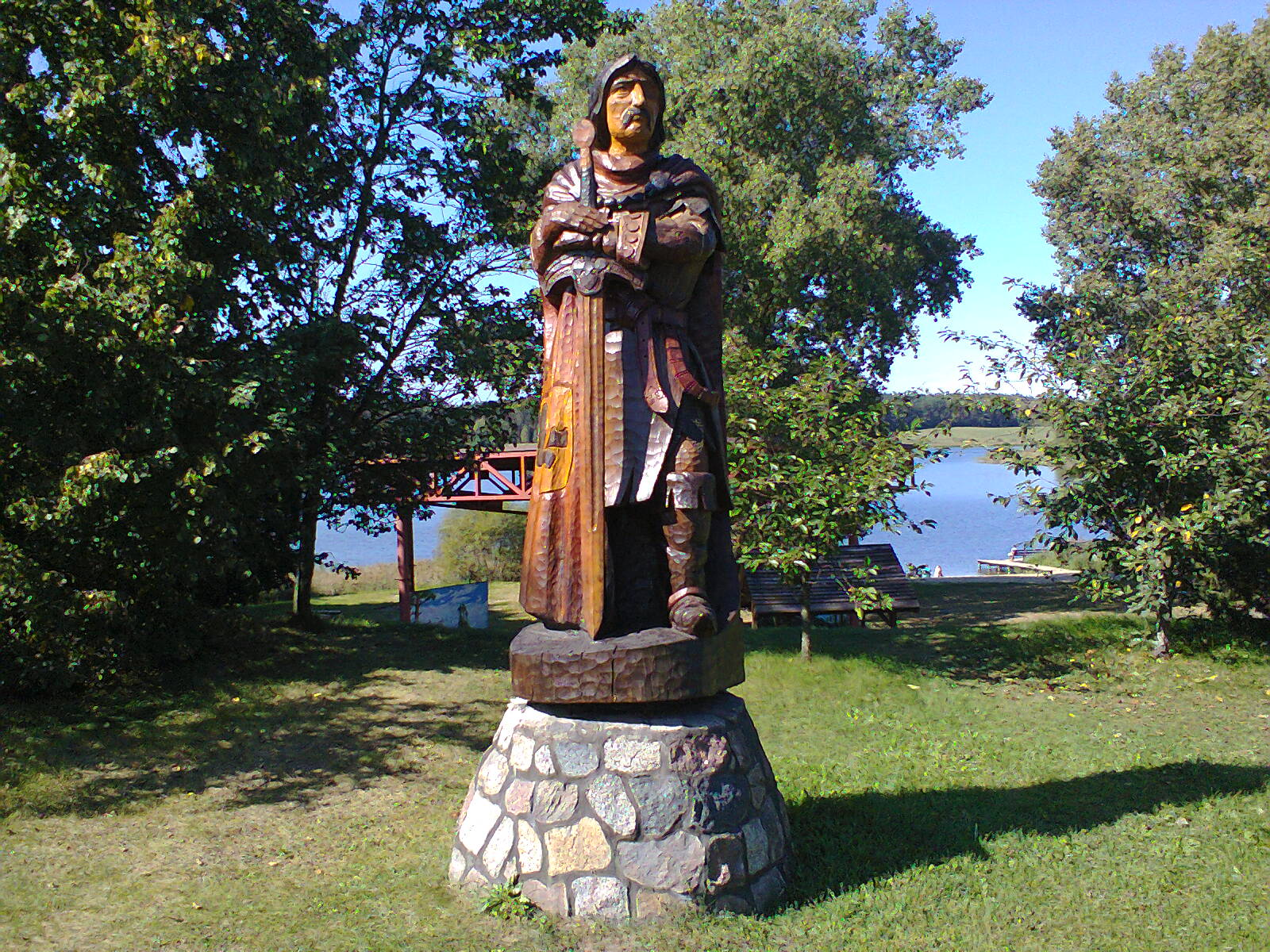
Skulptur des Jurand ze Spychowa in Spychowo

Die frühere deutsche Ortsbezeichnung Puppen leitete sich von dem altpreußischen Wort „Puppe“ ab, das „Saubohne“ oder „Erbse“ bedeutete. Daran lehnte sich auch die polnische Namensform „Pupy“ zwischen 1946 und 1960 an. Auf Wunsch der Dorfbewohner wurde der Name mit Ratsbeschluss vom 27. Juni 1960 ab 1961 in „Spychowo“ geändert.
Auch wenn man in Spychowo eine Skulptur des Jurand ze Spychowa aufgestellt hat, so ist eine Beziehung Spychowos zu dieser fiktiven Figur aus dem Roman „Die Kreuzritter“ von Henryk Sienkiewicz nicht nachzuvollziehen. Der Ortsname im Roman ist „Spychów“ und nicht lokalisierbar.

### Einwohnerzahlen

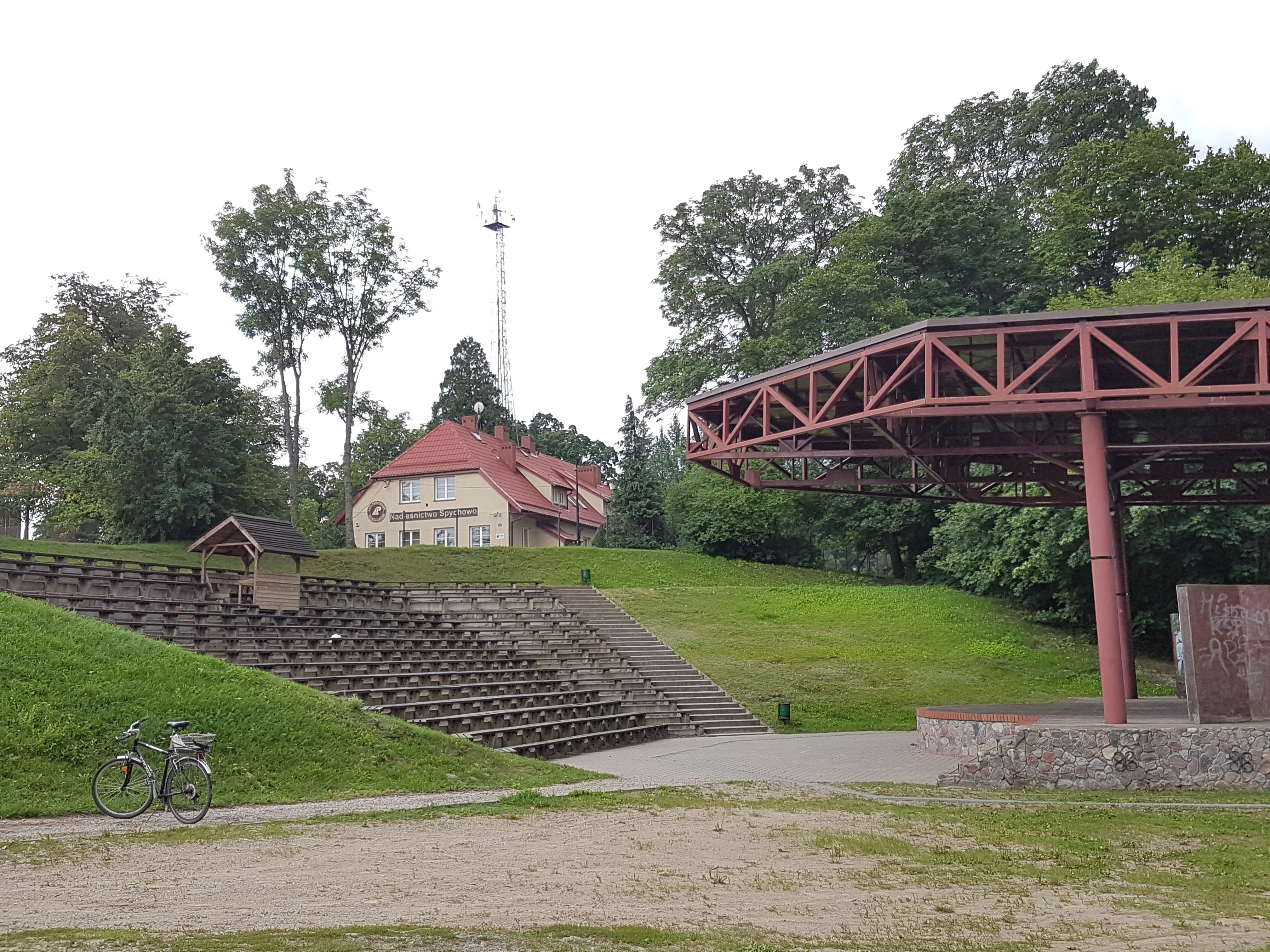
Amphitheater und Forsthaus in Spychowo

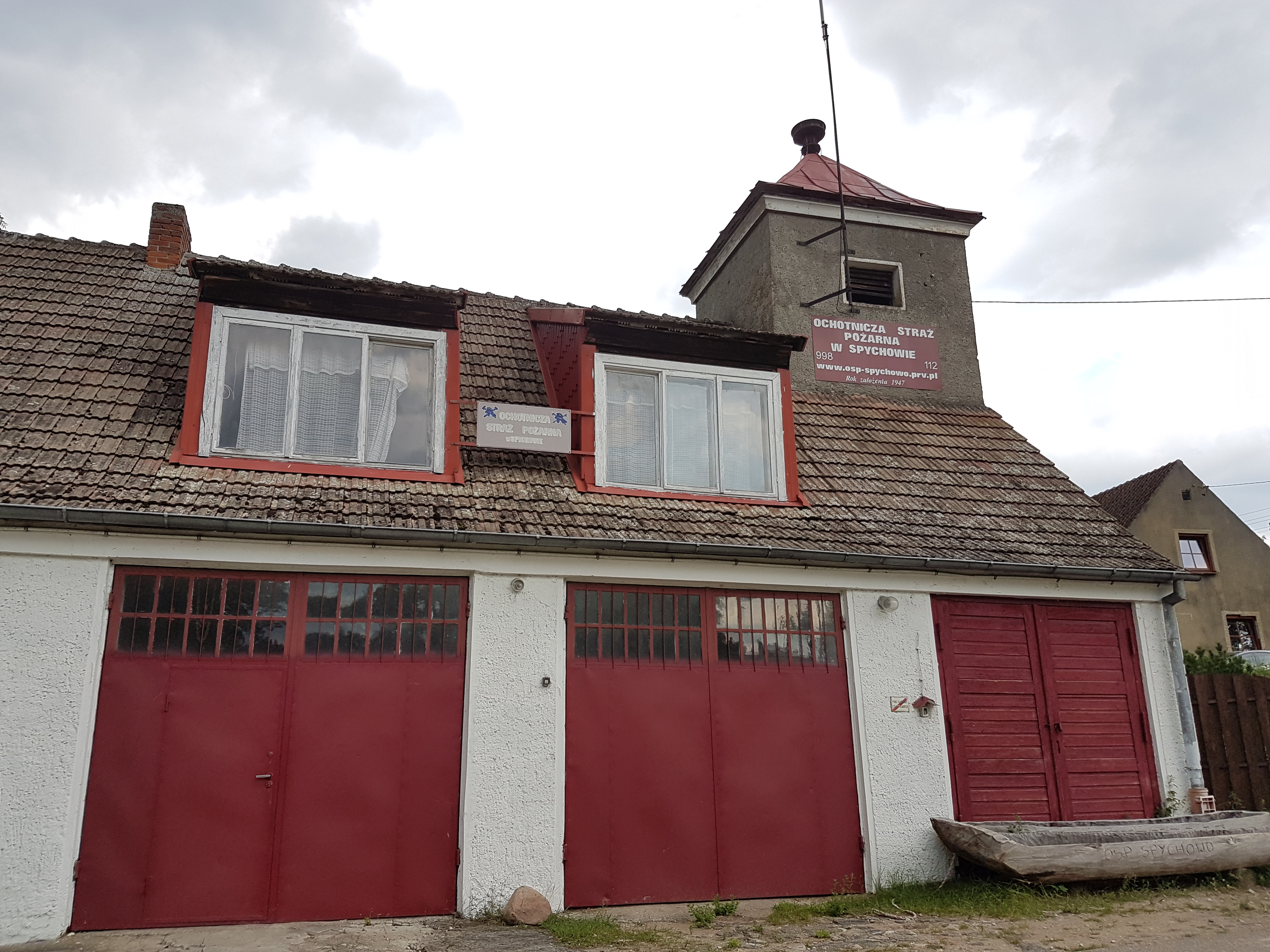
Feuerwehrhaus in Spychowo

| Jahr | Anzahl | Anmerkungen |
| ---- | ------ | ----------- |
| 1874 | 598    | [ 4 ]       |
| 1885 | 807    | [ 4 ]       |
| 1895 | 1128   | [ 4 ]       |
| 1905 | 1192   | [ 4 ]       |
| 1910 | 1218   | [ 9 ]       |
| 1925 | 1419   | [ 4 ]       |
| 1933 | 1295   | [ 10 ]      |
| 1939 | 1516   | [ 10 ]      |
| 2011 | 1329   | [ 1 ]       |

### Trivia
Der Waldreichtum rund um Puppen machte die Gegend schon immer sehr anziehend. Hier existierte ein Jagdhaus, das als schönstes der fünf in der Johannisburger Heide (polnisch Puszcza Piska) bestehenden Jagdresidenzen galt. Der damalige Herzog schätzte es. Er verlegte in der Zeit der grassierenden Pest 1548/49 und 1564/65 seinen gesamten Hofstaat hierher. Puppen setzte sich aus einer Gruppe von Kernsiedlungen zusammen, die zwischen 1650 und 1787 in Reichweite des Schlosses gegründet worden waren.
Der Waldreichtum hatte außerdem zur Folge, dass die Gegen um Puppen besonders wildreich war. 1804 erlegte man hier den letzten Bären Ostpreußens. Der Rotwildbestand gehörte zum stärksten in der Provinz. Deshalb wurde der Puppener Forst noch 1914 dem Kaiser und seinem Sohn Eitel Friedrich als Jagdrevier zugewiesen. Auch Hermann Göring ließ hier seinen Jagdambitionen freien Lauf und veranlasste sogar den Bau eines Abstellgleises für Sonderzüge, wobei allerdings der Krieg seine Pläne zunichtemachte.

## Kirche

### Kirchengebäude

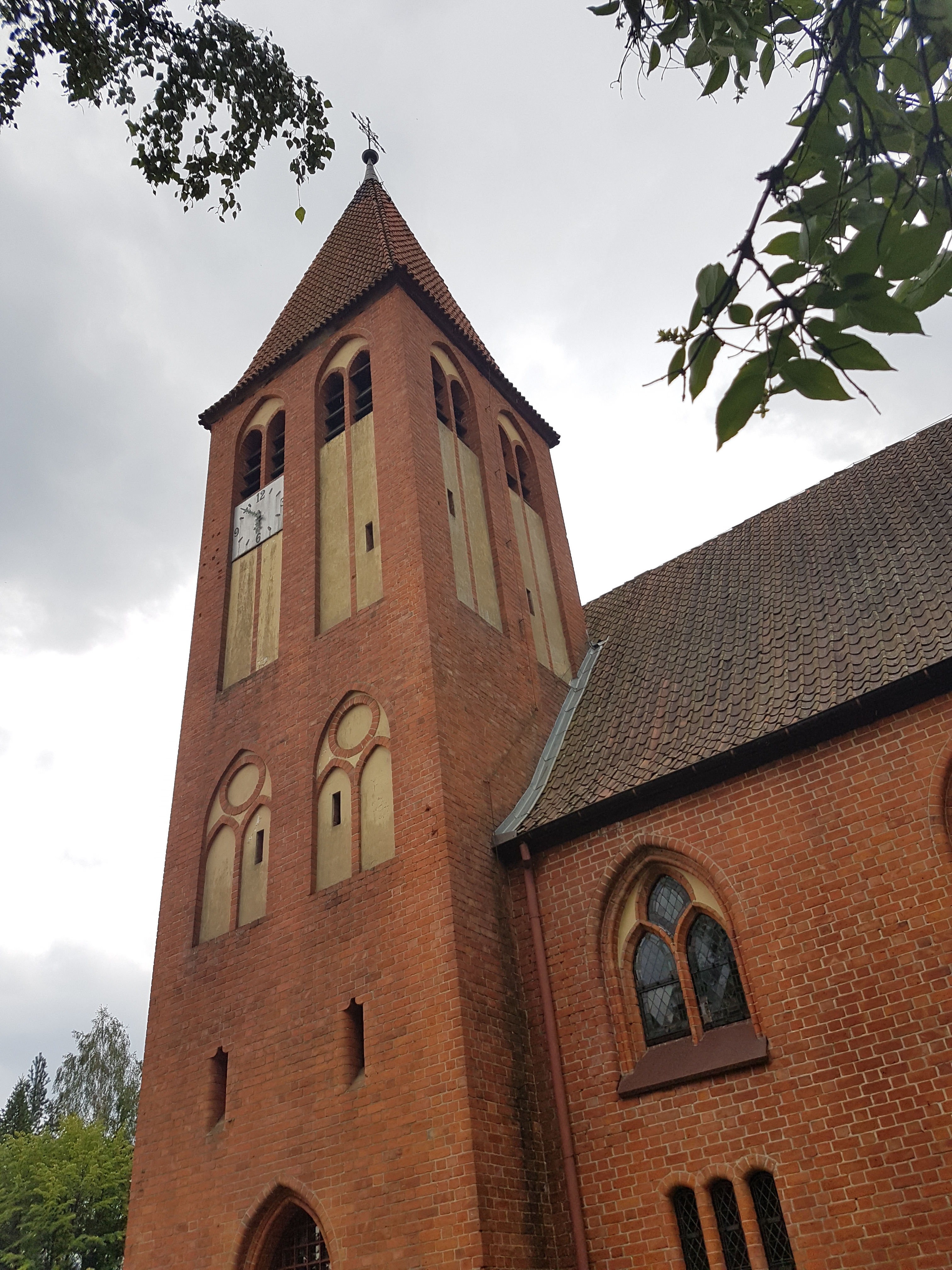
Die Kirche in Spychowo

Bei der am 2. April 1905 eingeweihten Kirche – sie war eine der ostpreußischen Jubiläumskirchen – handelt es sich um ein einen Ziegelbau auf Feldsteinfundament mit einem an der Nordostseite anschließenden, die Mauerflucht fortsetzenden Turm. Die Altarnische im Nordwesten schließt gerade ab. Altar und Kanzel sind aus Holz, das Altarkruzifix stammt aus Tirol. Die Ausmalung der Kirche besorgte Carl Busch in Berlin, die Orgel fertigte Bruno Goebel in Königsberg (Preußen) an.

### Kirchengemeinde

#### Evangelisch
Eine evangelische Kirchengemeinde wurde im damaligen Groß Puppen am 1. Juli 1898 errichtet. Zuvor war der Ort in die Kirche Friedrichshof (polnisch Rozogi) eingepfarrt. Die Pfarrei, zu der im Jahre 1925 insgesamt 1450 Gemeindeglieder in der Region, darunter auch Orte im Kreis Sensburg und im Kreis Johannisburg, gehörten. Bis 1945 war das Kirchspiel Puppen in den Kirchenkreis Ortelsburg in der Kirchenprovinz Ostpreußen der Kirche der Altpreußischen Union einbezogen. Nach 1945 gehörten die nicht mehr sehr zahlreichen evangelischen Einwohner Spychowos zur Evangelisch-Augsburgischen Kirche in Polen. Das evangelische Gotteshaus wurde am 23. September 1979 während des Gottesdienstes von Katholiken besetzt und zwangsweise an die Römisch-katholische Kirche des Bistums Ermland übereignet. Heutige evangelische Pfarrkirche ist das Gotteshaus in Szczytno.

#### Römisch-katholisch
Die zahlenmäßig wenigen Katholiken in Puppen waren vor 1945 nach Ortelsburg eingepfarrt. In Kriegsfolge siedelten sich viele Neubürger meist katholischer Konfession in Spychowo (bis 1960 Pupy genannt) an. Sie reklamierten das evangelische Gotteshaus mit einer gewaltsamen Aktion 1979 für sich. 1981 bezahlte die Kurie in Olsztyn das Gebäude und errichtete in Spychowo eine Pfarrei, die dem Dekanat Rozogi (Friedrichshof) im jetzigen Erzbistum Ermland zugehört.

## Schule
Die Puppener Dorfschule wurde während der Regierung Friedrich Wilhelms I. gegründet. Im Jahre 1931 erhielt die Schule einen modernen Neubau, in dem sechs Klassen unterrichtet wurden.

## Verkehr

### Straße
Spychowo liegt an der Landesstraße 59, die sich in Nord-Süd-Richtung durch die südliche Woiwodschaft Ermland-Masuren zieht und die Regionen Giżycko (Lötzen), Mrągowo (Sensburg) und Szczytno (Ortelsburg) verbindet. Mehrere Nebenstraßen aus der Nachbarregion verbinden Spychowo mit dem Umland.

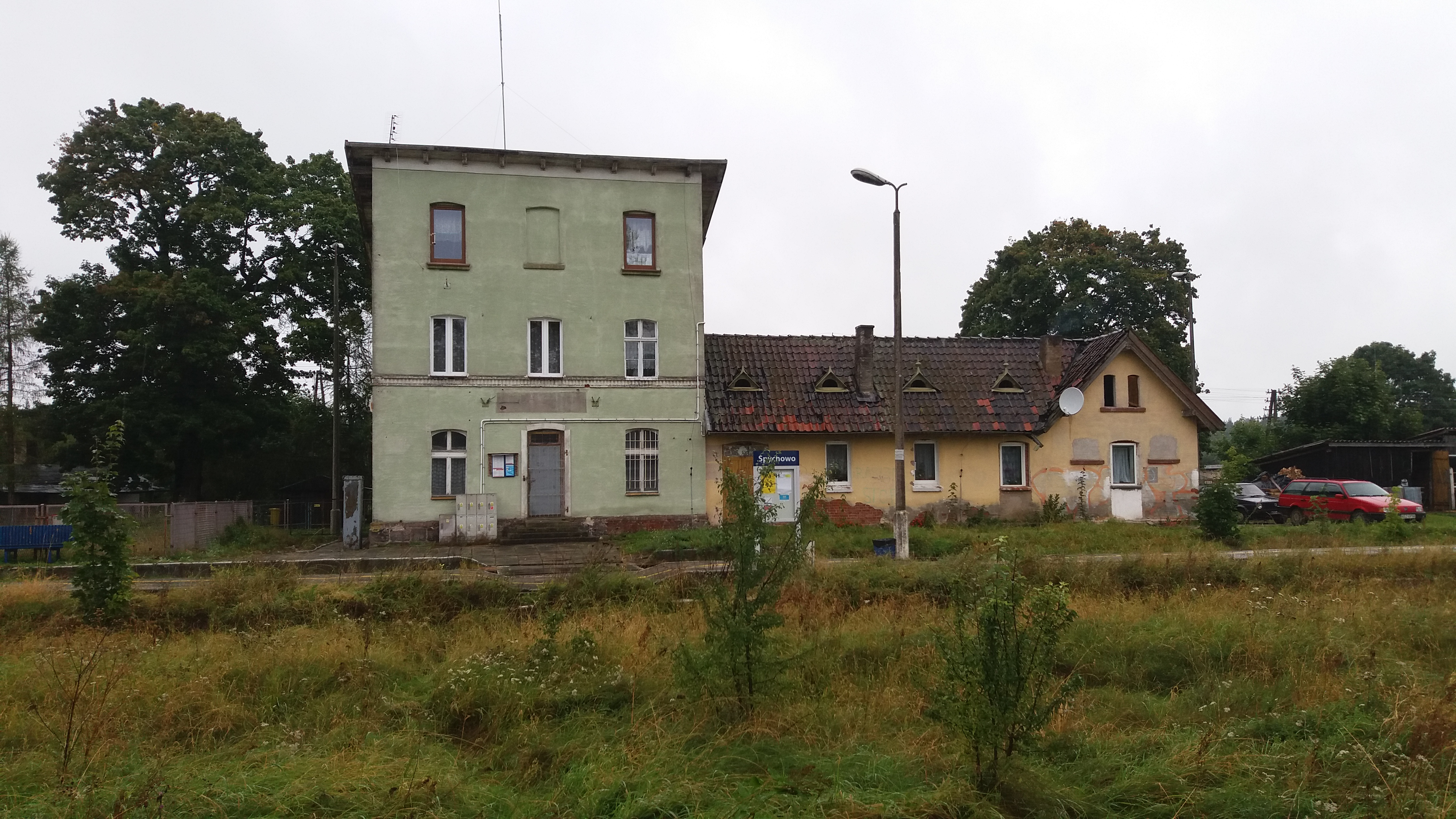
Bahnhof Spychowo an der Bahnstrecke Olsztyn–Ełk

### Schiene
Seit 1884 befindet sich in Puppen / Spychowo ein Bahnhof, die an der von der Polnischen Staatsbahn (PPK) befahrenen Linie 219 von Olsztyn nach Ełk (deutsch Allenstein–Lyck) liegt.
Von 1915 bis 1962 war Puppen / Spychowo die Endstation der schmalspurigen Bahnstrecke (Myszyniec–) Friedrichshof–Puppen Kleinbahnhof, die bis 1945 von der Ortelsburger Kleinbahn und anschließend von den PKP betrieben wurde.